# 奥克塞
奥克塞（法語：Occey，法語發音：[ɔksɛ]）是法国上马恩省的一个市镇，属于朗格勒区。

## 地理
奥克塞（47°36'43"N, 5°16'38"E）面积16.87 平方千米，位于法国大東部大區上马恩省，该省份为法国东北部内陆省份，北起马恩省和默兹省，西接奥布省，西南接科多尔省，东南接上索恩省，东临孚日省。
与奥克塞接壤的市镇（或旧市镇、城区）包括：沙泽伊、萨克奈、瑟隆热、屈塞、伊索姆、勒蒙索若奈。

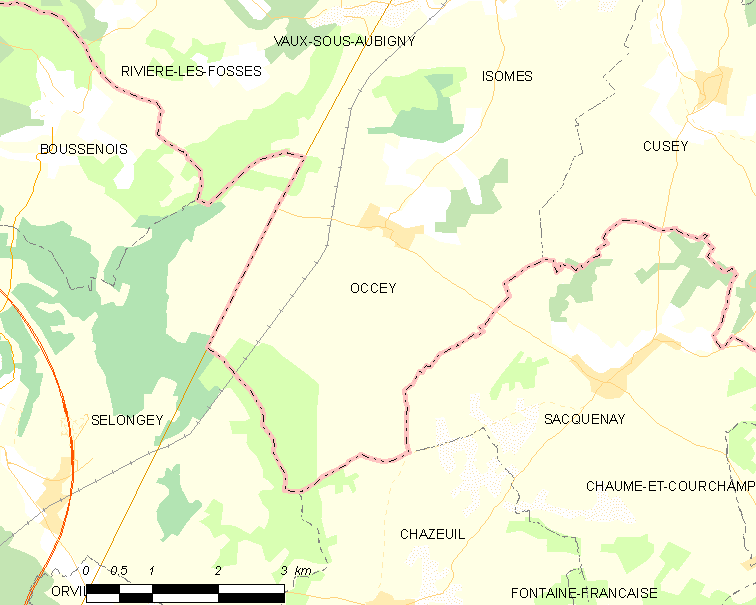
奥克塞的OSM定位图

奥克塞的时区为UTC+01:00、UTC+02:00（夏令时）。

## 行政
奥克塞的邮政编码为52190，INSEE市镇编码为52360。

## 政治
奥克塞所属的省级选区为维勒居西安勒拉克县。

## 人口

1962-2008年间奥克塞人口变化图示

奥克塞于2022年1月1日时的人口数量为172人。